# Subergorgia koellikeri
Subergorgia koellikeri is een zachte koraalsoort uit de familie Subergorgiidae. De koraalsoort komt uit het geslacht Subergorgia. Subergorgia koellikeri werd in 1889 voor het eerst wetenschappelijk beschreven door Wright & Studer. 